# Bars and Melody
Bars and Melody, znany także jako BaM – brytyjski duet, tworzący muzykę z pogranicza popu i rapu. Duet tworzą raper Leondre Devries (Bars) i piosenkarz Charlie Lenehan (Melody).

## Historia zespołu
Leondre Devries, dręczony w szkole, opisywał swoje emocje w tekstach piosenek. Jedno z jego nagrań w 2013 zostało odkryte przez Charliego Lenehana, który napisał na Facebooku do Devriesa z zapytaniem o stworzenie zespołu. 1 stycznia 2014 spotkali się, a miesiąc później wzięli udział w przesłuchaniach do ósmego sezonu programu Britain’s Got Talent, będącego brytyjską wersją formatu Got Talent. Podczas przesłuchań zakwalifikowali się bezpośrednio do półfinału konkursu dzięki przychylności jurora, Simona Cowella, który wcisnął dla nich „złoty przycisk”. Przed rozegraniem półfinałów byli gośćmi w programie Ellen DeGeneres Show. Następnie dotarli do finału Britain's Got Talent, w którym zajęli trzecie miejsce. 15 czerwca 2014 podpisali umowę z wytwórnią Syco Music, a 25 lipca wydali debiutancki singiel, „Hopeful”, który zaprezentowali w finale talent-show, z którym dotarli na szczyt brytyjskiej listy przebojów. 30 lipca opublikowali piosenkę „Shining Star”. 21 sierpnia 2015 ukazał się ich debiutancki album studyjny Bars i Melody zatytułowany 143, który zadebiutował na czwartym miejscu listy najczęściej kupowanych płyt w Wielkiej Brytanii.
W sierpniu 2016 wydali minialbum (EP), zatytułowaną Teen Spirit. 15 lutego 2017 zaprezentowali drugi album studyjny pt. Never Give Up, a dwa dni później – album pt. Covers, zawierający covery popularnych piosenek w ich wykonaniu. 1 września premierę miał ich czwarty album studyjny, zatytułowany Generation Z. 24 listopada ukazała się ich piąta płyta pt. Covers Part II
W latach 2016–2019 byli gwiazdami muzycznymi Young Stars Festival w Warszawie. W styczniu 2018 rozpoczęli europejską trasę koncertową Generation Z Tour, a w czerwcu rozpoczęli trasę Covers tour part 2.

## Członkowie

### Leondre Devries
Leondre Antonio Santonio Devries (ur. 6 października 2000 w Port Talbot w Walii) jest synem kamieniarza Antonio Devriesa i jego żony Victorii, osobistej trenerki. Ma trzech starszych braci: Jacoba, Josepha i Bena Lee oraz młodszą siostrę Matildę Devries. Miał też starszego brata Santonia, ale ten zmarł mając cztery lata. Po nim Leondre dostał trzecie imię – Santonio. Leo jest singlem. Uczęszczał do Glan Afan Comprehensive School. Przed udziałem w programie Britain’s Got Talent występował solo pod pseudonimem Little Dre, obecnie występuje jako Bars.

### Charlie Lenehan
Charlie Joe Lenehan-Green (ur. 27 października 1998 we Frampton Cotterell) został wychowany przez swoją matkę, Karen James pracującą jako kucharka. Jego ojczym jest przedsiębiorcą. Ma młodszą siostrę Brooke. W wieku jedenastu lat zaczął brać lekcje śpiewu, w tym czasie dołączył też jako wokalista do zespołu swoich przyjaciół. Uczęszczał do Międzynarodowej Akademii w Winterbourne. Ma 2 psy  – Troya (buldog francuski) oraz Prince'a (pudel).

## Dyskografia

### Albumy studyjne
- 143 (2015) – platynowa płyta w Polsce[4]
- Never Give Up (2017)
- Covers (2017)
- Generation Z (2017)
- Covers Part II (2017)
- Covers Part III (2017)
- Sadboi  (2020)

### Minialbumy (EP)
- Teen Spirit (2016)
- Carpe Diem(2021)

### Singiel
- 2019 – „Love to See Me Fail”
- 2019 – „Waiting for the Sun”
- 2019 – „Lighthouse”
- 2019 – "Teenage Romance"
- 2020 - "Own Ways"